# Horvát Adolf Olivér
Horvát Adolf Olivér (Girált, 1907. március 6. – Zirc, 2006. augusztus 17.) római katolikus pap, ciszterci szerzetes, botanikus, gimnáziumi tanár. Botanikai szakmunkákban nevének rövidítése: „A.O.Horvát”.

## Életútja
Horvát Adolf Olivér (némely forrásokban Horvát Olivér Adolf) 1907. március 6-án született Sáros vármegye Girált nevű falujában. Édesapja, Horvát (Horowitz) Artúr törvényszéki orvos volt Debrecenben, húga, Irén szintén ebben a városban élt mint fogorvos. Horvát büszke volt rá, hogy anyagi ágon rokona volt Berzeviczy Gergely.
A debreceni Piarista Gimnáziumba járt, ahol 1924-ben érettségizett. A klasszikus műveltség elsajátítása mellett kiválóan megtanult latinul és görögül is. Nagy hatással volt rá Lendvai János piarista természetrajztanár, érdeklődését már ebben az időben felkeltették a természettudományok, különösen a sejtbiológia, melyből sikeres diákköri előadást is tartott.
Középiskolai tanulmányait befejezve 1924. augusztus 13-án lépett be a ciszterci rendbe. Visszaemlékezése szerint már kisgyermekként különös vonzalmat érzett a papi hivatás iránt, így került 19 éves korában Zircre, a Hittudományi Főiskolára. 1929. június 22-n ünnepélyes fogadalmat tett, szeptember 8-án pappá szentelték.
A teológia elvégzése után, 1928-tól a Pázmány Péter Tudományegyetem tanult, ahol 1931-ben természetrajz-vegytan szakos tanári oklevelet, majd 1932-ben növényrendszertanból bölcsészdoktori oklevelet szerzett.

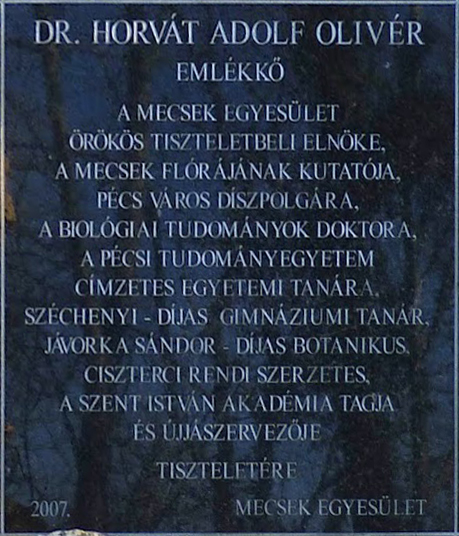
A Dr. Horvát Adolf Olivér emlékkövet a Mecsek Egyesület állította 2007-ben a Nyugat-Mecsekben, a Vörös-hegy déli oldalán

1931-től a pécsi A Ciszterci Rend Nagy Lajos Gimnáziuma biológiatanára, A rend megszüntetése után 1948-tól egyházi alkalmazásban a pécsi Maurinum orvos kollégiumának nevelőtanára, 1949-től a pécsi Hittudományi Főiskola előkészítő tanfolyamán tanított. Az államosításokat követően meg kellett válnia a középiskolai katedrától, 1951-ben áthelyezéssel Kaposvárra kerül, ahol a gimnázium, mezőgazdasági szakközépiskola és a tanítóképző biológiatanára, 1955-ben visszaköltözött Pécsre, ahol nyugdíjazásáig (1967-ig) a pécsi Széchenyi István Gimnázium biológiatanára.
Nyugdíjba vonulása után 1969-től a pécsi Akadémiai Szakbizottság tagja, ahol a növénytani és biológiai-természetvédelmi munkabizottság elnöki teendőit látta el. Nevéhez kötődik a Magyar Biológiai Társaság pécsi csoportjának megalakítása, ahol 1979-től 1985-ig elnöki tisztséget töltött be, majd tiszteletbeli elnökké választották.
Kandidátusi címét 1958-ban kapta, akadémiai doktori értekezését 1991-ben védte meg, melynek címe: A Mecsek és környéke florisztikai és cönológiai kutatásinak eredményei.
Élete utolsó éveiben az 1916-ban létesített Szent István Tudományos Akadémia újjászervezésével foglalkozott, melynek már 1947 óta rendes tagja volt, így egyetlen életben lévő tagként ő biztosította azt a jogfolytonosságot, mely alapján az 1952-ben betiltott Szent István Akadémia 1998-ban újra alakulhatott.
Halálát megelőzően otthonában érte combnyaktörés, és bár a volt Honvéd Kórházban sikeresen megoperálták, de nagyon legyengült, szellemi ereje elhagyta. Zircre szállították, ahol a ciszterci rend központja van. 2006. augusztus 17-én hunyt el, Zircen temették el 2006. augusztus 29-én.

## Munkássága
Kezdetben általános biológiával akart foglalkozni, majd 1932-33-ban Májer Móric herbáriumi anyagát dolgozta föl. A növénytakaró ökológiájával, fejlődéstörténetével és társulásával foglalkozott, a Mecsek és környéke növényvilágát kutatta. Az 1940-es években Külső-Somogy növényvilágát tárta föl. 1949-ben Boros Istvánnal a pécsi Janus Pannonius Múzeum alapítója.
Az MTA 1952-ben megbízta a Mecsek növényföldrajzi térképezésével. Írásainak száma kb. 140.
Tanítványa, Garay László (USA) az Andokban fölfedezett orchidea-nemzetséget róla Horvatia andicola néven írta le. 1987-ben tiszteletére jubileumi ülést rendeztek.

## Díjai
- Nívódíj (1972, Pécsi Akadémiai Bizottság)
- Jávorka Sándor-díj (1982)
- MTESZ-díj (1985)
- Tudományos kutatói díj (1986, Baranya Megyei Tanács)
- Grastyán Endre-díj (1991)
- Pécs díszpolgára (1991)
- Széchenyi-díj (1993)
- Clusius-díj (1997)

## Művei
- A baranyai flóraterület különlegességei (1934)
- A baranyai és déldunántúli flóraterület közös különlegességei (1935)
- A baranyai növényvilág kutatásának irodalma. Uo., 1935. (Pannónia Kvtár 12.)
- Ex flora Baranyensi (1935-36)
- Mediterrán elemek a baranyai flórában (1936)
- A Mecsek ritka virágai. A baranyai flórajárás különlegességei (1938)
- Kitaibel Pál Baranyában (1939)
- Kitaibel Pál botanikus naplófeljegyzései tolnai útjáról (1941)
- A Mecsek hegység és déli síkjának növényzete 1-2 (1942)
- A pécsi Mecsek - Misina - természetes növényszövetkezetei (1945)
- Mecseki gyertyános tölgyesek erdőtípusai (1958)
- Die Vegetation des Mecsek Gebirges und seiner Umgebung (1972)
- A Mecsek ritka virágai. A baranyai flórajárás különlegességei; ill. Csapody Vera; 4. átdolg., bőv. kiad.; Pécsi Akadémiai Bizottság, Pécs, 1988

## További irodalom
- Botanisches Zentralblatt 1938:373.
- Schem. Cist. 1942:257.
- SZIA tagajánlás, 1947:32.
- Dr. Szabó László Gy.: Horvát Adolf Olivér 75 éves. Botanikai Közlemények, 1982:15.
- Dr. Szabó László Gy.: Horvát Adolf Olivér, a Magyar Biológiai Társaság Pécsi Csoportjának elnöke 75 éves. Pécsi Műszaki Szemle, 1982. 2:25.
- Dr. Szabó László Gyula: Egymásért vagyunk. Pécsi Tudományegyetem, 2020. (Hozzáférés: 2020. június 26.) ISBN 9786150081724
- Kevey Balázs: Horvát Adolf Olivér köszöntése. Pécsi Műszaki Szemle, 1988. 3:24.
- Hallama Erzsébet: Fele játék, fele gyötrelem. Pécs, 1986:181.
- Beszélgetése Horvát Adolf Olivérrel. Vigília, 1986. 6:452.
- Gulyás Pál: Magyar írók élete és munkái – új sorozat I–XIX. Budapest: Magyar Könyvtárosok és Levéltárosok Egyesülete. 1939–1944.  , 1990–2002, a VII. kötettől (1990–) sajtó alá rendezte: Viczián János
- A Kossuth-díj, az Állami-díj és a Széchenyi-díj fél évszázada 1948-1998. Szerk. biz. elnöke Kiss Elemér. Bp., Magyar Hivatalos Közlönykiadó, 1998.
- Ki kicsoda a magyar mezőgazdaságban? I. kötet A-H. Szerk. Balogh Margit. Szekszárd, Babits, 1997.
- Pécs lexikon  I. (A–M). Főszerk. Romváry Ferenc. Pécs: Pécs Lexikon Kulturális Nonprofit Kft. 2010. ISBN 978-963-06-7919-0
- Révai új lexikona I–XIX. Főszerk. Kollega Tarsoly István. Szekszárd: Babits. 1996–2008.  ISBN 963-901-594-6
- Schematismus Congregationis de Zirc. Bp., 1942.
- Természettudományos és műszaki ki kicsoda? Szerk. Szluka Emil, Schneider László. Bp., Országos Műszaki Információs Központ és Könyvtár, 1986.
- Studia phytologica jubilaria. Dissertationes in honorem jubilantis Adolf Olivér Horvát Doctor Academiae in anniversario nonagesimo nativitatis, 1907-1997; szerk. Borhidi Attila, Szabó László Gy.; JPTE, Pécs, 1997